# Philoxène de Mabboug
Pour les articles homonymes, voir Philoxène.
Philoxène de Mabboug (en syriaque occidental Mor Aksnoyo Mabbugoyo) est un évêque syrien « orthodoxe oriental  » né vers le milieu du Ve siècle à Tahal, ville épiscopale du Beit Garmaï (province de Kirkouk), mort sans doute le 10 décembre 523 à Gangres en Paphlagonie.

## Biographie
Son nom de naissance était Joseph. Aksnāyā ou aksnoyo signifie en principe (en syriaque) « étranger » ou « hôte » (du grec ξένος), mais il peut s'agir aussi d'une adaptation d'εὔξενος, « hospitalier » ; ce surnom a été ensuite hellénisé en Ξεναίας ou Φιλόξενος (cette dernière forme étant synonyme d'Εὔξενος, utilisée en grec comme anthroponyme, cf. Euxène de Phocée, fondateur de Marseille).
Sa ville natale, Tahal, n'a pas été localisée ; elle se rencontre dans le Synodicon de l'Église de l'Orient comme siège épiscopal dans la province de Kirkouk (Karka de Beth Slok) entre le Ve et le Xe siècle. Elle se trouvait donc sur le territoire du royaume des Sassanides, d'ailleurs assez loin à l'est de la frontière. Pourtant, toute la carrière de Philoxène se déroule dans l'Empire romain d'Orient.
Il vint étudier à l'école d'Édesse, dite « école des Perses », depuis 364 centre de formation du clergé de l'Église de l'Orient, située sur le territoire romain. On ne sait trop quand eut lieu cette scolarité, sans doute après la mort de l'évêque Ibas en 457 ; en tout cas Philoxène devint très tôt un tenant de la doctrine de Cyrille d'Alexandrie et un adversaire à la fois du symbole de Chalcédoine, et des options de l'école d'Édesse qui allaient bientôt être adoptées par l'Église de l'Orient.
Il se fit propagandiste de la théologie cyrillienne dans les monastères de la province d'Antioche, où le parti était dirigé par Pierre le Foulon (patriarche en 470-471, puis 476-477, puis 485-488). À la troisième intronisation de ce dernier, qui suivit l'adoption de l'Hénotique par l'empereur Zénon, Philoxène fut nommé métropolite d'Hiérapolis, en syriaque Mabboug (chef-lieu de province, avec douze évêques suffragants), nomination non reconnue par les partisans du concile de Chalcédoine (le pape avait condamné l'Hénotique en 484).
Il n'est pas exclu, mais non certain, qu'il ait joué un rôle dans la fermeture de l'école d'Édesse en 489. À partir de 498, il exprima une opposition de plus en plus virulente au patriarche Flavien II, qui acceptait le symbole de Chalcédoine. Il fit deux voyages à Constantinople à ce sujet à l'invitation de l'empereur Anastase, et en vint à exiger une condamnation explicite de la doctrine des deux natures. En 511, des émeutes éclatèrent dans les rues d'Antioche, et un synode réuni à Sidon fin 511, et un autre à Laodicée en 512, des assemblées où Philoxène joua un rôle déterminant, décidèrent, avec le consentement d'Anastase, la déposition du patriarche Flavien II, exilé à Pétra, et son remplacement par Sévère (novembre 512).
À l'avènement de Justin Ier, en juillet 518, la politique impériale changea : toutes les nominations épiscopales depuis l'Hénotique furent annulées, et Philoxène, comme Sévère, fut chassé de son siège. Il fut exilé à la fin de l'année 519 à Philippopolis de Thrace, puis transféré à Gangres, où il se trouvait au printemps 521. Une légende prétend qu'il serait mort étouffé par de la fumée dans une pièce où il était enfermé ; en tout cas il mourut sans avoir renié ses convictions.
Philoxène est un saint très important de l'Église syriaque orthodoxe, commémoré plusieurs fois au cours de l'année. Son crâne est vénéré comme relique à Midyat, dans le Tour Abdin, dans une église qui porte son nom.

## Œuvre

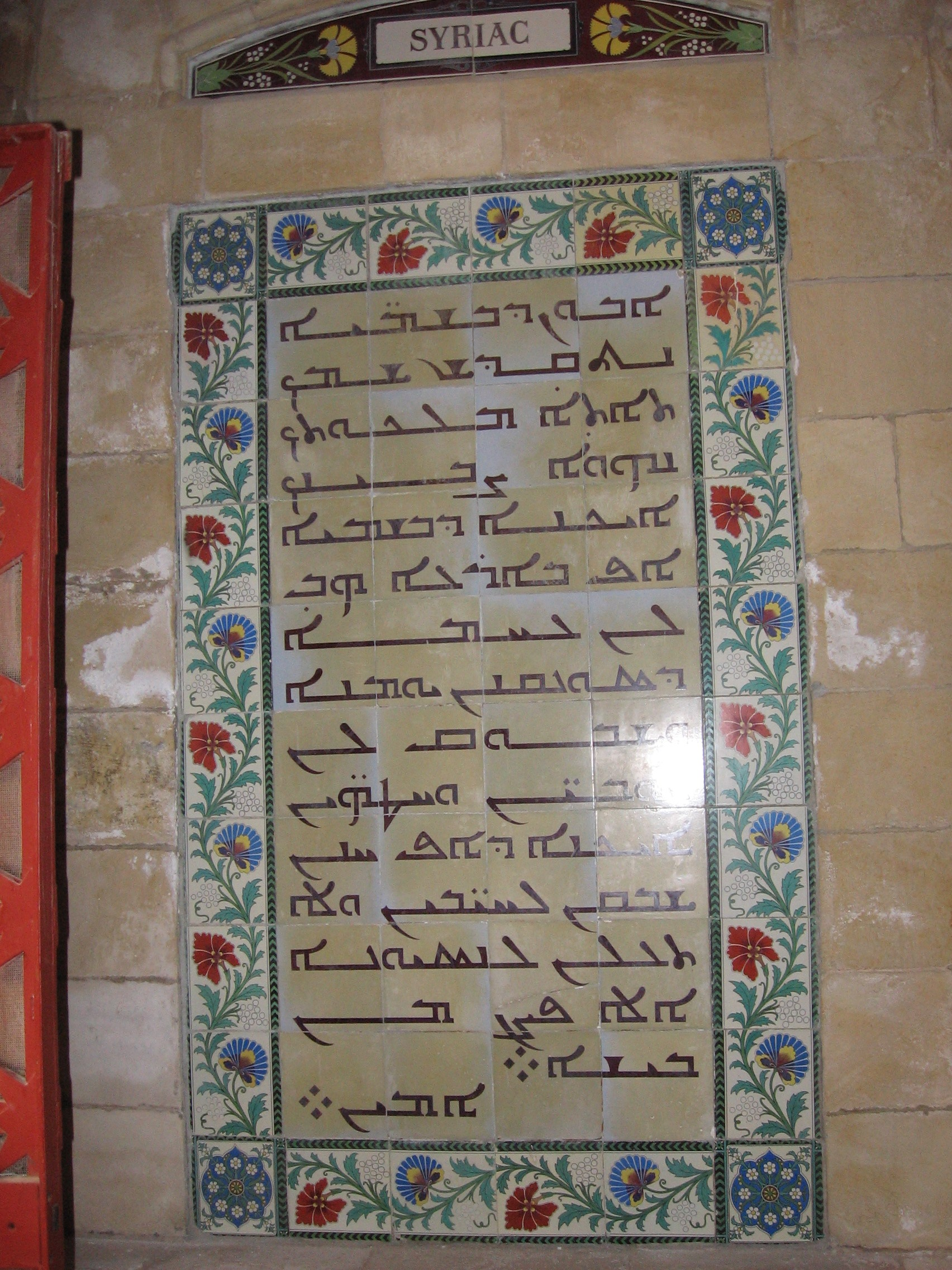
Prière en syriaque du Notre Père, église du Pater Noster, Jérusalem.

Toute l'œuvre de Philoxène a été écrite en syriaque. Une bonne partie en est perdue, mais ce qui reste est assez important.
La partie la plus célèbre est une série de 13 sermons (appelés šarbé en syriaque), dont il existe des traductions anciennes en grec, en arménien et en arabe. L'un d'entre eux sert de prologue, et ensuite ils sont organisés par paires, parfois avec un titre mentionné : la première paire sur la foi, la seconde sur la simplicité d'esprit, la troisième sur la crainte de Dieu, la quatrième sur le renoncement, la cinquième sur le combat contre la gourmandise, la sixième sur l'ascèse et le combat contre la lubricité.
La doctrine est en partie inspirée du Liber graduum. La vie chrétienne a deux formes : celle des « justes » (kéné), qui pratiquent les jeûnes, la prière et les aumônes, et celle des parfaits (gmiré), qui renoncent au mariage et à toute propriété. Le chrétien est appelé à la perfection par le baptême, mais ne la trouve que dans le renoncement au monde. On a décelé dans ces sermons un « écho » du messalianisme. Ils sont datés du début de l'épiscopat de Philoxène, à partir de 485 ; ils s'abstiennent de toute polémique.
Parmi les textes dogmatiques, il y a les 10 discours (memré) appelés en latin De Uno e Trinitate incorporato et passo (Sur Un de la Trinité qui s'est incarné et a subi la Passion), exposé de la doctrine monophysite dirigé contre un certain Habbibh, daté de 480 environ ; et les 3 traités De Trinitate et Incarnatione, datés des années 515-518. Il faut ajouter un ensemble de 30 textes, qui revêtent pour la plupart la forme de lettres, et qui sont en fait des discours, soit sur le dogme, soit sur la vie ascétique.
D'autre part, on conserve de Philoxène des commentaires des Évangiles de Matthieu, de Luc et de Jean. Quant aux textes liturgiques et prières qui lui sont attribués traditionnellement par l'Église syriaque orthodoxe, leur authenticité est plus que douteuse.
Enfin, le nom de Philoxène est associé à une recension d'une partie de la Bible syriaque qu'on appelle la Philoxénienne : il s'agit d'une révision des textes de la Peshitta par collationnement avec la version grecque, aboutissant à une traduction beaucoup plus littérale pour le Nouveau Testament. En fait, ce travail n'a pas été accompli par Philoxène, mais à sa demande, vers 505, par son collaborateur le chorévêque Polycarpe. On ne sait pas exactement quelles parties de la Bible ont en définitive été recensées : il reste seulement, de cette version, la deuxième épître de Pierre, les deuxième et troisième épîtres de Jean, l'épître de Jude, et sinon quelques courts fragments de quatre épîtres de Paul et du Livre d'Isaïe.
D'une manière beaucoup plus hypothétique, on a attribué à Philoxène une des deux traductions syriaques connues des Centuries gnostiques d'Évagre le Pontique (l'autre, sûrement plus proche de l'original perdu, étant parfois attribuée à Serge de Reshaina).

## Écrits

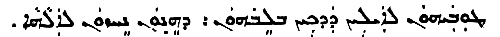
La sixième béatitude (Matthieu 5:8) d'une bible en syriaque oriental (Peshitta).
Tuvayhon l'aylên dadkên blebhon: dhenon nehzon l'alâhâ.
« Heureux ceux qui ont le cœur pur, car ils verront Dieu ! »

Philoxène, évêque de Mabboug de Syrie, a laissé des homélies parmi les plus belles de la littérature syriaque,.
Celui qui entend les paroles

« Notre Seigneur et Sauveur Jésus Christ nous invite dans son Évangile vivant à entreprendre avec sagesse d'observer ses commandements et de poser correctement en notre âme le fondement de sa discipline pour que la construction de notre genre de vie monte d'aplomb. Car celui qui ne sait pas commencer avec science la construction de cette tour qui fait monter jusqu'au ciel ne pourra pas la couronner ni la faire parvenir à l'achèvement de la sagesse.
C'est bien d'entendre lire la Loi, parce que cela conduit aux œuvres et c'est bien de lire et de méditer les Écritures, parce que cela purifie notre intellect intime des pensées coupables ; mais si quelqu'un lit, écoute et médite assidûment la parole de Dieu, sans couronner sa lecture par les œuvres, c'est contre celui-là que, par avance, l'Esprit de Dieu a parlé par la bouche du bienheureux David (roi d'Israël), pour blâmer et réprouver sa malice et lui interdire même de s'emparer et de tenir dans ses mains souillées le Livre saint : « Qu'as-tu à faire avec les livres de mes lois, à garder mon alliance à ta bouche, toi qui n'aimes pas mes reproches et rejettes loin de toi mes paroles ? » (Ps 49, 16-17).
Celui qui est assidu à la lecture et qui est loin des œuvres trouve dans sa lecture sa propre accusation ; il mérite une condamnation d'autant plus grave qu'il méprise et dédaigne tous les jours ce qu'il entend tous les jours. »

— Philoxène de Mabboug. Homélie I, 1.5-6, trad. E. Lemoine et R. Lavenant, Paris, Cerf, coll. « Sources Chrétiennes » 44bis, 2007, p. 27-28.
Philoxène de Mabboug, évêque de langue syriaque, appartenait à l’Église « monophysite », qui refusait de concile de Chalcédoine (451), mais ses homélies ont une valeur universellement reconnue.
Les yeux de la foi

« Viens t’asseoir, ô disciple, à la table qui est pleine de la nourriture de la vie, parce que celui qui ne s'en nourrit pas n'a pas la Vie dans sa vie. Viens pencher ton oreille et entendre, viens ouvrir tes yeux et voir les prodiges qui sont montrés par la foi. Viens te former des yeux nouveaux, viens te créer des oreilles invisibles. C'est pour entendre des choses invisibles que tu es invité : des oreilles invisibles te sont nécessaires. C'est pour voir des choses spirituelles que tu as été appelé : ce sont les yeux de l'Esprit qui te sont utiles.
Seul, ce qui est en nous la partie la plus glorieuse de tout l'homme peut sentir la foi. Les œuvres de la foi se voient au dehors et ses paroles s’entendent par les oreilles, mais sa puissance est exprimée à l'intérieur par l'Esprit. Même si tu vois les morts ressusciter, ou les aveugles recouvrer la vue, ou les démons sortir, tu ne vois pas la puissance de la foi : comment verrais-tu la puissance de la foi dans le corps qui ressuscite puisqu'elle ressuscite aussi l'âme des morts ? Comment pourrais-tu expérimenter sa puissance dans la guérison des yeux du corps puisqu'elle crée aussi des yeux aux natures spirituelles ?
La foi ne montre pas à l'âme sa beauté naturelle avant d'avoir fait revenir et se recueillir de partout le regard de l'âme, parce que l'âme ne peut même pas la voir lorsque son regard est distrait par d'autres choses ; le regard naturel de l'âme s'appauvrit lorsqu’il est partagé et distrait, et il est incapable de considérer la lumière limpide de la foi. »

— Philoxène de Mabboug. Homélies III, 52.55-56, trad. F. Lemoine et R. Lavenant, Paris, Cerf, coll. « Sources Chrétiennes » 44 bis, 2007, p. 69, 71-72.

#### Éditions des textes
- (en) E. A. Wallis Budge, The Discourses of Philoxenus of Mabbôgh, A. D. 485-519, Edited from Syriac Manuscripts of the Sixth and Seventh Centuries in the British Museum, with an English Translation, 2 vol., Londres, 1894 [lien/archive.org lire en ligne].
- Philoxène de Mabboug, Homélies, introduction, traduction française et notes par Eugène Lemoine, Éditions du Cerf, Sources chrétiennes no 44, Paris, 1956, rééd. 2007.
- (en) Arthur Adolphe Vaschalde (éd.), Three Letters of Philoxenus Bishop of Mabbôgh (485-519), Being the Letter to the Monks, the First Letter to the Monks of Beth-Gaugal, and the Letter to Emperor Zeno, texte syriaque et traduction anglaise, Rome, 1902.
- René Lavenant (éd.), Lettre au moine Patricius, texte syriaque et traduction française, PO 30, 5, Paris (1963), p. 723-883.
- André de Halleux (en) (éd.), Lettre aux moines de Senoun, texte syriaque et traduction française, CSCO 231-232 (Script. Syr. 98-99) Louvain, 1963.
- Lettres et discours publiés dans le Muséon : Lettre au lecteur Maron d'Anabarze et Lettre à tous les moines orthodoxes d'Orient, no 43 (1930), p. 20-82 et 194-220 ; Memra sur l'inhabitation du Saint-Esprit, no 73 (1960), p. 39-71 ; Lettre aux moines de Palestine, no 75 (1962), p. 31-61 ; Lettre aux moines orthodoxes d'Orient (complément), no 76 (1963), p. 5-26 ; Lettre à Abraham et Oreste, presbytres d'Edesse, no 87 (1974) p. 79-86 ; Deuxième lettre aux monastères de Beth-Gaugal, no 96 (1983), p. 5-79.
- Lettres et discours publiés dans L'Orient syrien : Lettre à un avocat, devenu moine, tenté par Satan, no 5 (1960), p. 183-196 ; Lettre à un Juif converti engagé dans la vie parfaite et Lettre à l'un de ses disciples, no 6 (1961), p. 41-50 et 243-254 ; Lettre à un supérieur de monastère sur la vie monastique, no 6 (1961), p. 317-352 et 455-486, et no 7 (1962), p. 77-102.
- Dans Oriens Christianus : Lettre (destinataire inconnu), no 48 (1964), p. 150-162.
- Philoxeni Mabbugensis tractatus tres de Trinitate et Incarnatione edidit et interpretatus est Arthur Vaschalde, CSCO 9-10 (Script. Syr. 9-10), Paris/Leipzig, 1907 (Louvain, 1961).
- Mauritius Brière et François Graffin (éd.), Sancti Philoxeni Episcopi Mabbugensis Dissertationes decem de Uno e Sancta Trinitate incorporato et passo : I et II, syriaque et latin, PO 15, 4, Paris (1920), p. 439-542 ; III, IV et V, syriaque et latin, PO 38, 8 (no 176), Turnhout (1977), p. 473-641 ; VI, VII et VIII, syriaque et français, PO 39, 4, Turnhout (1979), p. 543-764 ; IX et X, syriaque et français, PO 40, 2, Turnout (1980), p. 197-362 ; Appendices, syriaque et français, PO 41, 1, Turnhout (1982), p. 3-143.
- André de Halleux (en) (éd.), Commentaire du prologue johannique (Ms. Brit. Mus. Add. 14, 584), syriaque et français, CSCO 380-381 (Script. Syr. 165-166), Louvain, 1977.
- (en) J. W. Watt (éd.), Fragments of the Commentary on Matthew and Luke, syriaque et anglais, CSCO 392-393 (Script. Syr. 171-172), Louvain, 1978.

#### Études
- André de Halleux (en), Philoxène de Mabbog : sa vie, ses écrits, sa théologie, Univ. Cath. Lovaniensis, Diss. III, 8 (1963).
- Eugène Lemoine, La spiritualité de Philoxène de Mabboug (L'Orient syrien 2, 1957, p. 351-366), Physionomie d'un moine syrien: Philoxène de Mabboug (L'Orient syrien 3, 1958, p. 91-102).
- J. Gribomont, Les homélies ascétiques de Philoxène de Mabboug et l'écho du messalianisme, L'Orient syrien 2, 1957, p. 419-432.
- (en) Roberta C. Chesnut, Three Monophysite Christologies: Severus of Antioch, Philoxenus of Mabbug and Jacob of Sarug, Oxford University Press, 1976.
- Jad Hatem, La Gloire de l'Un. Philoxène de Mabboug et Laurent de la Résurrection, Paris, L'Harmattan, 2003.
- René Lavenant (Sous la direction de) et Eugène Lemoine (Traduction), Homélies, Paris, Cerf, coll. « Sources Chrétiennes (édition revue et augmentée) », 2007, 576 p. (ISBN 978-2-204-08470-3)
- Roger-Youssef Akhrass, « La Vierge Mère de Dieu dans la pensée de Philoxène de Mabboug », dans Journal of Syriac Studies, vol. 13.1 (2010), p. 31-48.